# Cryptostephanus
Cryptostephanus là chi thực vật có hoa trong họ Amaryllidaceae.